# الجامع امقران
جامع امقران هو أهم مساجد الجزائر المغرب الاوسط يقع في شمال مجانة ببلدية القلة ازروا نساطور، في الحقبة الماضية قبل الاحتلال الفرنسي وأحد المعاقل التاريخية لنشر وتعليم الإسلام كذلك هو واحد من أشهر المساجد الأثرية في الجزائر والمغرب الاوسط.

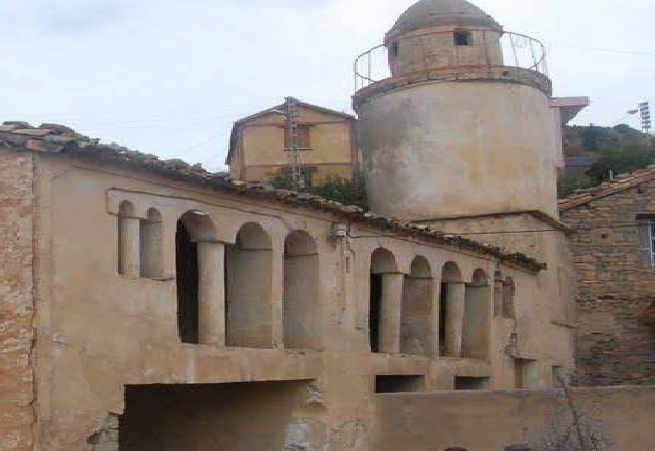

## بنائه
يعود تاريخ بنائه إلى بداية عهد الدولة الحمادية في المغرب الكبير والجزائر بين 1045 و 1047 ميلادي ومقترن اسمه بسلاطين المقرانيين لامارة مجانة وهو مشيخة مجانة التاريخيه، بعدما أتم الناصر الفاتح فتح الجزائر مع بشر بن ارطاءة الذي فتح قلعة مجانة أو حجر مجانة اتخذه كمسجد ثالث المامون مع ابومسلم الخرساني كصرح للعلم وجمع الاحاديث وهناك فرضية انه هو الجامع الأفريقي الذي تكلم عنه ابن خلدون في حياته، وشرع في تأسيسه في بلاد لقلال او التلول زير بن مناد بابنه منصور الناصر قام بإنشاء الجامع الكبير أو امفران اسم امازيغي معناه الكبير واعادة بعثه بعدما تدهور بسبب النزاعات على السلطان وخاصة بجاية التي هي مقر السلاطين وفي أثناء ذلك بدأ في إنشاء الجامع امقران ليصلي فيه الشيخ امقران أو سلاطين الحمادية وعجيسة، وليكون مسجداً جامعاً للمدينة حديثة النشأة أسوة بجامع الازهر وجامع قرطبة وجامع تلمسان، كذلك أعد وقتها ليكون معهداً تعليمياً لتعليم وجمع علوم الحديث النبوي، فبدأ في ترميمه وبعثه وبناؤه في 1045م، وأتم بناءه وأقيمت أول جمعة فيه في رمضان سنة 1047م، وعرف بجامع مجانة ورغم أن يد الإصلاح والترميم توالت عليه على مر العصور فغيرت كثيراً من معالمه.

## تاريخه
يعود منزل الجامع امقران فوق الصخرة الجبلية إلى حقبة ما قبل الميلاد حيث يعود بنائها إلى ملوك التير أو القرطاجية ممثل في الوثنية البعلية ازروا بعل حينما إنشاء قلعة فو الصخرة فحاربهم اخد شهذاء وانبياء الله واسقط معابد البعل فيها وبنى ورمم المنزل وجعله مقام لاشعاعه الرباني هذا بين 500 و 600 قبل الميلاد واسس مملكة نوبيان أو NIBUSحيث يوكد الحجر المنقوش الموجود في باحة قلعة المقراني لبرج بوعريريج فرضية النبي الملك ديمتري اوزايوس الياهو انه بدايته من منطقة البيبان ومقامه منزل الجامع امقران اسس بعدما قوت شوكته مملكة نوبيان التي اجتح شرق الحزا\ر وتونس وفتح مصر وبنى فيها أول مملكة ايمانية تسمى مملكة نوبيان وهذا نص الحجر المنقوش NIBUS DEMTRI VSAVA SS .
يعتبر المسجد ثالث أقدم جامعة قائمة بشكل مستمر في المغرب بعد جامعة القرويين. وجامع الازهر في مصر وجامع قرطبة في الاندلس وجامع تلمسان وهناك من رجح فرضية انه هو أول جامع قسنطينة في عصر البايات وهوجامع امارة بجاية في عصر الموحدين والحفصيين زمن بين روات الحديث الذين علمو وتعلموا فيه نجد كبير المحدثين المغاربة أي ذكره الامام النووي سيدي احمد بن علي القلالسي ولبوا سفيان العاذل التي سميت المنطقة باسم بني يعذل ومنهم مسعر أبو شامة أبو الطاووس سيد علي أبو جابر ويعيش ولازال هذه الأسماء متداول لدى الاهالي باسماء احياء قديمة تحولت إلى خدائق أو مزارع أو بقيت احياء قديمة
والجامع امقران قديم حيث يوجد في عهد المسيحية مايسمى الكولاسيين أو القلالسين وهي مجمع للعلوم والدين في عهد المسيحية لشمال افريقيا وكنيسة أبو الغوش لم يبقى لها اثر لكن بني على انقاض الكولاسيين مسجد ابوعياش وعلى انقاض أبو الغوش مسجد الساطور الجديد رغم انها في الماضي القريب أصبحت مشتتة ثم بني عليها مسجد الساطور الحالي وفي عهد التوراتية لشمال أفريقية اشتهرت بما يسمى ساتور انجيني التلمودية حسب روايات تاريخية فرنسية كثيرة هذا حجر منقوش فيه بعص القساوسة الشهداء أو مايسمى شهداء الكنيسة الأفريقية منها فورتينات صوفيا قرب حدائق بيترا
DMS MAVRE MVRE
SVFVA MAVR FORTVNA()
VS PRE PIETRA
FRME ET SVI NARIS cc
بعد سقوط الإيالة الجزئرية أفل ونقص نجم الجامع امقران على يد السلطة الفرنسية الذي كان يهدف من وراء ذلك إلى محاربة المستعمر الفرنسي وقد تم تدميره سنة 1847م في حرب ازروا معارك القلة وفي سنة 1871ثورة المقرانيين تم مصادرة كتبه وغلقه وتحويله إلى زاوية بلحديد حيث تتلمذ فيها عم الشيخ البشير الابراهيمي الشيخ المكي والشيخ يحي العذلي من قبل والشيخ الحسين الورثيلاني وقذ تكلم عليه وعلى مشايخيه والشيخ بلحريزي ومؤازرة المذهب السني،
اقتران الجامع امقران حسب الروايات الشعبية
دائما ما اقترن اسم الجامع أمقران باسم سيدي منصور والرواية الشعبية الأسطورية التي تقول أن جماعة قامت بسرقة أبواب ونوافذ المسجد للجامع أمقران وفي الليل قام سيدي منصور بإعادتها محلقة في السماء إلى الجامع وكذلك يقولون أن الجامع كان مهدم وقام بإعادة بناءه لوحده في الليل..... ..........روايات أسطورية كثيرة نسجت حول هذه الشخصية وفي الكثير من المناطق في شمال إفريقيا
حقيقة الروايات الشعبية وإن كانت خرافية ولكن قد تخفي في جنبها بعض من الحقائق المجهولة
فهل سيدي منصور هو شخصية حقيقية، هل هو من مؤسسي هذا المسجد الجامع؟، هل هو مرتبط بشخصية أبو منصور الذي كان من مؤسسي قلعة بني حماد بالمسيلة؟ أم هو مرتبط بشخصية سيدي منصور الأسطورية المشهورة بالعاصمة في أوائل القرن السابع عشر، أم إرتبط بشخصية سيدي منصور أبودالية الذي كان ينتمي إلى الأدارسة، أصيل مدينة فاس والذي قدم إلى تونس في القرن الخامس عشر ميلادي وتوفي ودُفن بقفصة سنة 850 هجري، ولعله يكون مر بهذا المكان؟
هنالك عدة فرضيات وشخصيا أميل لفكرة أن شخصية سيدي منصور مرتبطة بأبو منصور مؤسسي قلعة بني حماد
واما الشخصية الاسطورية سيدي منصور المشهورة بالعاصمة ذلك لكونها شخصية أسطورية منسوجة بالخرافات وشبيهة بتلك الشخصية الأسطورية العاصمية
سنحاول التعريف بالشخصية الأسطورية لسيدي منصور المتوارثة في الثراث العاصمي ونقلا عن الأستاذ فوزي سعد الله وبتصرف وهي:
سيدي منصور الاسكافي سنة 1645م قد تكون سنة ميلاده أو موته شنقا من طرف السلطة العثمانية..اختلفت الروايات باختلاف المصادر..
مما تتناقله الروايات الشعبية أن سيدي منصور والملقب ب"لولي الصالح صاحب البركات و"المعجزات"، و"المعجزات"، تمتع بقدرات غيبية سمحت له حتى بالحديث مع الأشجار. فالأساطير المتناقلة عليه تقول أن أفضل صديق ورفيق له طوال حياته هو شجرة دلْب (Platane) عتيقة قُدِّر عمرها بمئات السنين... لذلك كانت من الضخامة والارتفاع في السماء أن أغصانها كانت تتدلى من فوق سور باب عزون وتطل منه إلى خارج المدينة، حيث يقع اليوم مدخل هذا الشارع من جهة ساحة بور سعيد...و عاش سيدي منصور الخراز سنين طويلة في محله الصغير عند الباب الجنوبي لمدينة سيدي عبد الرحمن من الجهة الداخلية... كان منصور مطلعا على كل كواليس "البهجة" وشؤونها بفضل هذه الشجرة العجيبة التي كانت تَحكي له أخبار المدينة وناسها وأحوالهم...
تعقيب الجامع امقران ليس مقترن بالشخصية الاسطورية سيدي منصور الحذائي بل ابعد من ذلك كما ورد عن الاسم مقترن بملوك المقرانية وعجيسة والزيريين واساطير حيكت على منوال كثيره عن افاعي الحمراء التي تخرج من صخور الجامع امقران قد تكون كنية لقادات المقرانية وهي محمرة البشرة لقبت بالافاعي